# Musca curviforceps
Musca curviforceps este o specie de muște din genul Musca, familia Muscidae, descrisă de Sacca și Rivosecchi în anul 1956. Conform Catalogue of Life specia Musca curviforceps nu are subspecii cunoscute.